# ویلتون (کالیفرنیا)
ویلتون (به انگلیسی: Wilton) یک منطقهٔ مسکونی در ایالات متحده آمریکا است که در شهرستان ساکرامنتو، کالیفرنیا واقع شده‌است. ویلتون ۷۵٫۱۱۶ کیلومتر مربع مساحت و ۵٬۳۶۳ نفر جمعیت دارد و ۲۴ متر بالاتر از سطح دریا واقع شده‌است.